# Rada (Ukraine)
La Rada d'Ukraine ne doit pas être confondue avec la Rada de Crimée et la Rada biélorusse.
Pour les autres articles nationaux ou selon les autres juridictions, voir Rada.
9e législature (en)
Bâtiment de la Rada
La Rada d'Ukraine ou Rada suprême d'Ukraine (en ukrainien : Верховна Рада України romanisé : Verkhovna Rada Oukraïny, litt. « Conseil suprême d'Ukraine ») est le parlement monocaméral de l'Ukraine.
Ce nom féminin (Рада, Rada, équivalent du soviet russe) signifie « conseil » en ukrainien et est d'origine germanique (cf. l'allemand Rat « conseil ») — alors que Verkhovna est un adjectif d'origine russe, introduit au XXe siècle en ukrainien[Selon qui ?] et qui signifie « suprême ».

## Historique
En 1917 est constituée la Rada centrale, dirigée par Mykhaïlo Hrouchevsky, qui gouvernera la République populaire ukrainienne jusqu'au 29 avril 1918.
En 1938, la première Rada de la république socialiste soviétique d'Ukraine remplace le Congrès des Soviets.
La XIIe législature du Parlement de la RSS d'Ukraine proclame la souveraineté de l'Ukraine le 16 juillet 1990, puis l'indépendance le 24 août 1991 vers 18 heures, heure locale. La XIIIe législature adopte la Constitution le 28 juin 1996.
La XIVe Rada adopte un changement de numérotation en se baptisant IIIe Rada. La IVe (ancien XVe) modifie la Constitution le 8 décembre 2004, pendant la révolution orange.
Le 13 décembre 2012, Volodymyr Rybak (Parti des Régions), ancien vice-Premier ministre, est nommé président du Conseil suprême par les députés pour la VIIe Rada.
Le 22 février 2014, à la suite du mouvement contestataire de 2013-2014 en Ukraine et la démission de Volodymyr Rybak, Oleksandr Tourtchynov est élu à la présidence de la Rada. Des élections législatives anticipées sont organisées le 26 octobre 2014 à la suite de la dissolution du Parlement par le président Petro Porochenko, élu le 25 mai précédent lors d'une élection présidentielle également anticipée. 27 des 450 sièges de députés restent vacants. Ils correspondent aux circonscriptions de la Crimée annexée par la Russie à la suite de la crise qui s'y est déroulée du 26 février au 28 mars 2014, ainsi qu'à celles contrôlées par les insurgés pro-russes dans l'est de l'Ukraine, à la suite du conflit armé commencé le 6 avril 2014. Les formations politiques pro-européennes remportent l'élection avec une majorité de suffrages sans précédent dans l'histoire de l'Ukraine indépendante. Le 27 novembre de la même année, lors de la première session de la nouvelle législature (VIIIe), l'indépendant Volodymyr Hroïsman est élu président de la Rada.

## Système électoral
La Rada est composée de 450 députés élus pour un mandat de cinq ans au scrutin proportionnel plurinominal de listes fermées avec seuil électoral de 5 %. La répartition des sièges se fait en fonction des résultats des partis dans une unique circonscription nationale. Les listes présentées par les partis sont cependant subdivisées par région, les électeurs ayant la possibilité d'effectuer un vote préférentiel pour l'un des candidats de la liste choisie, afin de faire monter sa place dans celle-ci. Les listes doivent obligatoirement alterner les candidats de chacun des deux sexes, de telle sorte qu'il n'y ait jamais plus de trois candidats à la suite du même sexe. Les neuf premiers noms de chaque liste ayant franchi le seuil électoral obtiennent un siège automatiquement, après quoi, la répartition des sièges obtenus par le parti sont attribués en priorité aux candidats ayant obtenu le plus de votes préférentiels en leur nom.
Les citoyens ukrainiens disposent du droit de vote s'ils atteignent l'âge de 21 ans le jour des élections. Peuvent être élus députés ceux ayant résidé sur le territoire de l'Ukraine les cinq années précédentes, sauf en cas de condamnation pour un crime intentionnel et non-amnistié.
Les élections ont lieu le dernier dimanche d'octobre de la 5e année de la législature. Des élections peuvent néanmoins avoir lieu si le président dissout le Parlement. Les élections doivent alors être organisées dans les soixante jours de la publication du décret de dissolution.

### Changements récents
La loi électorale en vigueur, votée en 2019, a mis fin au mode de scrutin parallèle jusqu'alors utilisé. Sur les 450 sièges, 225 étaient pourvus au scrutin uninominal majoritaire à un tour dans autant de circonscriptions électorales, auxquels s'ajoutaient 225 sièges pourvus au scrutin proportionnel plurinominal,. Contrairement à un système mixte de compensation, les sièges à la proportionnelle n'étaient pas attribués de manière que leurs additions à ceux du scrutin majoritaire fassent correspondre le total de sièges des partis à leur part des voix au niveau national. Chaque parti obtenait une part de la moitié des sièges pourvus à la proportionnelle correspondant à sa part des suffrages, à laquelle s'ajoutaient les sièges de l'autre moitié, obtenus dans chaque circonscription à la majorité relative, donnant au scrutin une tendance majoritaire.
Le 4 février 2020, la Rada adopte également, par 236 voix, un projet de loi abaissant de 450 à 300 le nombre de parlementaires. Cependant, ce nombre étant directement fixé par la constitution, celle-ci doit être révisée en conséquence, ce qui requiert une majorité qualifiée des deux tiers du total des membres de la Rada, soit 300 voix. Depuis, l'avancement du projet est suspendu.

## Mission et compétence
Les articles 75 à 101 (chapitre IV) de la constitution ukrainienne définissent le rôle du Conseil suprême.
Le pouvoir législatif en Ukraine appartient au seul Parlement, la Verkhovna Rada d'Ukraine.
La Rada est le seul organe législatif d'Ukraine. En tant que parlement monocaméral d'Ukraine, elle a plusieurs pouvoirs :
- détermine les principes de politique intérieure et extérieure ;
- introduit des amendements à la Constitution ;
- adopte les lois ;
- approuve le budget de l'État ;
- engage les élections pour la présidence ukrainienne ;
- inculpe le président d'Ukraine ;
- confirme la nomination du Premier ministre ;
- déclare la guerre et la paix ;
- donne son accord pour la nomination de certains officiels ;
- nomme un tiers de membres de la Cour constitutionnelle d'Ukraine ;
- ratifie et dénonce les traités internationaux ;
- exerce un certain pouvoir de contrôle.
- Diffuser la chaîne Rada TV.

### Immunité parlementaire
Les députés disposent d'une pleine et entière immunité pendant la durée de leur mandat. Si d'un côté cette immunité les protège contre d'éventuelles responsabilités criminelles, d'un autre côté, elle peut servir de garantie à l'existence d'une opposition.

## Présidence
La Rada élit un président parmi ses pairs (en ukrainien : Голова Верховної Ради). Second personnage de l'État après le président d'Ukraine, il a plusieurs prérogatives :
- il dirige les débats ;
- dirige les travaux de la session ;
- nomme le vice-président et le président-adjoint de la Rada ;
- vérifie le budget de la Rada ;
- doit être consulté par le président de la République en cas de dissolution parlementaire ;
- contresigne avec le président de la République et le Premier ministre les lois adoptées en séance ;
- et enfin peut assister à des Conseils de défense ou des réunions politiques.

Le président de la Rada, en cas de vacance de la présidence ukrainienne (démission, maladie, mort du président), devient président d'Ukraine par intérim et doit convoquer une élection présidentielle anticipée après avoir consulté les groupes parlementaires. En revanche il ne peut ni dissoudre le Parlement, ni nommer un membre du gouvernement, ni utiliser le droit de grâce présidentielle.

### Liste des présidents de la Rada
| Nom romanisé           | Nom en ukrainien                | Date d'élection  | Date de démission | Législature (global) (Ukraine indépendante) | Notes |
| ---------------------- | ------------------------------- | ---------------- | ----------------- | ------------------------------------------- | --- |
| Leonid Kravtchouk      | Леонід Макарович Кравчук        | 24 octobre 1990  | 5 décembre 1991   | 12e 1re                                     | Démission à la suite de son élection comme président d'Ukraine                                                                  |
| Ivan Pliouchtch        | Іван Степанович Плющ            | 5 décembre 1991  | 11 mai 1994       | 12e 1re                                     | |
| Oleksandr Moroz        | Олександр Олександрович Мороз   | 18 mai 1994      | 12 mai 1998       | 13e 2e                                      | Fin de mandat |
| Oleksandr Tkatchenko   | Олександр Миколайович Ткаченко  | 7 juillet 1998   | 21 janvier 2000   | 14e 3e                                      | Élu après deux longs mois de négociations. Démis de ses fonctions pour avoir enfreint le règlement de la session parlementaire. |
| Ivan Pliouchtch        | Іван Степанович Плющ            | 1er février 2000 | 14 mai 2002       | 14e 3e                                      | |
| Volodymyr Lytvyn       | Володимир Михайлович Литвин     | 28 mai 2002      | 6 juillet 2006    | 15e 4e                                      | |
| Oleksandr Moroz        | Олександр Олександрович Мороз   | 6 juillet 2006   | 7 décembre 2007   | 16e 5e                                      | |
| Arseni Iatseniouk      | Арсеній Яценюк                  | 7 décembre 2007  | 12 novembre 2008  | 17e 6e                                      | |
| Oleksandr Lavrynovytch | Олександр Лавринович            | 12 novembre 2008 | 8 décembre 2008   | 17e 6e                                      | |
| Volodymyr Lytvyn       | Володимир Михайлович Литвин     | 9 décembre 2008  | 12 décembre 2012  | 17e 6e                                      | |
| Volodymyr Rybak        | Володимир Васильович Рибак      | 13 décembre 2012 | 22 février 2014   | 18e 7e                                      | |
| Oleksandr Tourtchynov  | Турчинов Олександр Валентинович | 22 février 2014  | 27 novembre 2014  | 18e 7e                                      | |
| Volodymyr Hroïsman     | Володи́мир Бори́сович Гро́йсман    | 27 novembre 2014 | 14 avril 2016     | 19e 8e                                      | |
| Andriy Paroubiy        | Андрій Володимирович Парубій    | 14 avril 2016    | 29 août 2019      | 19e 8e                                      | |
| Dmytro Razoumkov       | Дмитро Олександрович Разумков   | 29 août 2019     | 7 octobre 2021    | 20e 9e                                      | Mandat révoqué par la Rada |
| Rouslan Stefantchouk   | Руслан Олексійович Стефанчук    | 8 octobre 2021   | en cours          | 20e 9e                                      | |

## Élections
D'importantes évolutions politiques en Ukraine ont été à l'origine de changements récurrents du système électoral parlementaire. Chaque session de la Verkhovna Rada a été élue sous une loi différente (évoluant progressivement d'un système majoritaire pur de l'époque soviétique, à un système proportionnel intégral, effectif en 2006, en fonction des clauses de transition des amendements constitutionnels.)
La Rada est un parlement monocaméral de 450 députés (en ukrainien, au singulier : народний депутат, narodnyy deputat), élus sur la base d'un suffrage universel direct et égal, après vote à bulletin secret. En raison de l'annexion de la Crimée par la Russie en 2014, 26 des sièges du parlement restent vacants depuis cette date.
La composition actuelle de la Rada est issue des élections législatives de 2019. Le mandat des parlementaires s'achève normalement en 2024.

## Lieu de réunion
Le Parlement ukrainien se réunit dans un bâtiment néo-classique de la rue Hrushevs'kyi à Kiev qui jouxte un parc pittoresque et le palais présidentiel Mariinsky de Rastrelli.